# ۶۸۲ (پیش از میلاد)
۶۸۲ (پیش از میلاد) ۶۸۲مین سال قبل از تقویم میلادی است.